# Nikita Podgorny
Nikita Vladimirovitch Podgorny (russe : Ники́та Влади́мирович Подго́рный) né le 16 février 1931 à Moscou et mort le 16 septembre 1982 à Moscou, est un acteur de théâtre et de cinéma russe et soviétique, nommé Artiste du peuple de la RSFSR en 1971.

## Biographie
Nikita Podgorny est le fils de l'acteur de théâtre Vladimir Podgorny (1887-1944) et le neveu de l'acteur Nikolaï Podgorny (1879-1947). Il est diplômé de l'Institut d'art dramatique Chtchepkine en 1954, puis devient acteur au Théâtre Maly de Moscou.
Il meurt d'un cancer en 1982 et il est enterré au cimetière Vagankovo de Moscou. Sa fille, Daria (née en 1979), est actrice au Théâtre Maly.

## Filmographie sélective
- 1958 : L'Idiot: Gania Ivolguine
- 1958 : Mozart et Salieri: Mozart
- 1960 : Eugénie Grandet: Adolphe
- 1960 : L'Aspirant Panine (Мичман Панин) de Mikhail Schweitzer : Vedernikov
- 1965 : La Salve de l'Aurore: Alexandre Kerensky
- 1966 : Deux Billets pour une séance de jour: Anatoli Lebedianski
- 1969 : Les Frères Karamazov: Rakitine
- 1975 : Ma maison, c'est le théâtre[2]: Apollon Grigoriev
- 1978 : L'Argent fou, spectacle télévisé du Théâtre Maly[3],[4]: Teliaguine
- 1979 : Le Marathon d'automne: Gueorgui Veriguine
- 1981 : L'Âge dangereux: Plakhine